# Kanton Thouars-1
Kanton Thouars-1 (fr. Canton de Thouars-1) je francouzský kanton v departementu Deux-Sèvres v regionu Poitou-Charentes. Skládá se z 12 obcí.

## Obce kantonu
- Brie
- Missé
- Oiron
- Pas-de-Jeu
- Saint-Cyr-la-Lande
- Saint-Jacques-de-Thouars
- Saint-Jean-de-Thouars
- Saint-Léger-de-Montbrun
- Saint-Martin-de-Mâcon
- Taizé
- Thouars
- Tourtenay